# Дар аль-Хаджар

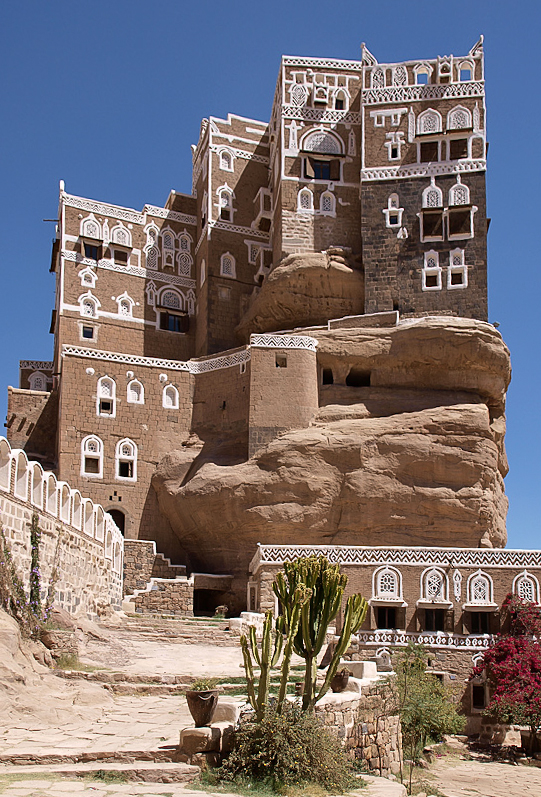
Дарь аль-Хаджар.

Дар аль-Хаджар (араб. دار الحجر‎ — «Каменный дом») — бывшая резиденция королей Йемена.
Расположен в долине Вади-Дахр, примерно в 15 километрах от Саны. 
Был построен в 1920 году как летняя резиденция короля Яхьи бен Мухаммада Хамид-ад-Дина (1904—1948) на вершине здания, построенного в 1786 году для учёного имама Мансура.
Резиденция оставалась в собственности королевской семьи до Йеменской революции 1962 года.
В настоящее время является музеем.
В 1974 году здание использовалось Пьером Паоло Пазолини в качестве дома принцессы Дуни в фильме «Цветок тысячи и одной ночи».